# Ivo Pertile
Ivo Pertile (Predazzo, 12 agosto 1971) è un allenatore di sci nordico ed ex saltatore con gli sci italiano.

## Biografia

### Carriera sciistica
Dopo aver vinto la gara di salto ai Giochi della Gioventù del 1985 sul Trampolino Roma di Roccaraso, esordì in Coppa del Mondo il 30 dicembre 1986 a Oberstdorf (42°) e ottenne il miglior risultato in carriera il 16 febbraio 1990 in Val di Fiemme (4°). Insieme con Virginio Lunardi e Roberto Cecon si classificò secondo nella prima gara a squadre, sperimentale, del circuito di Coppa del Mondo, il 3 marzo 1990 a Lahti.
In carriera prese parte a due edizioni dei Giochi olimpici invernali, Albertville 1992 (52° nel trampolino normale, 38° nel trampolino lungo, 13° nella gara a squadre) e Lillehammer 1994 (31° nel trampolino normale, 32° nel trampolino lungo, 8° nella gara a squadre), a tre dei Campionati mondiali (23° nel trampolino normale a Val di Fiemme 1991 il miglior piazzamento) e a tre dei Mondiali di volo (17° a Planica 1994 il miglior piazzamento).

### Carriera da allenatore
Dalla stagione 2007-2008 è direttore agonistico della squadra di salto e combinata nordica della nazionale italiana.

## Palmarès

### Coppa del Mondo
- Miglior piazzamento in classifica generale: 39º nel 1990

### Campionati italiani
- 6 medaglie[4]:
  - 3 argenti (nel 1990; nel 1991; nel 1995)
  - 3 bronzi (nel 1992; nel 1993; nel 1994)